# Vármező (Szilágy megye)
Vármező (románul: Buciumi) falu Romániában, Szilágy megyében.

## Fekvése
Szilágy megyében, Zilahtól délre, Meszesszentgyörgy és Nagyrajtolc között fekvő település.

## Története
Nevét az oklevelek 1474 és 1500 között említették először Warmezew néven. 1603-ban Warmezeo, 1607-ben Varmezeo néven írták.
1474-ben Vármező birtokosai Dobokai László és fiai voltak, akik birtokukat Besenyei Lászlónak és nejének Katalinnak adták el 50 arany forintért.
1500-ban Derzsei Dobokai Miklós elzálogosította Warmezew és Hidalmás nevű birtokait Hídalmási Huszár Jánosnak.
1600-as 1700-as években a Csáki családnak és rokonságának birtoka volt.
1720-ban csak mint puszta volt nevezve, csak 1720-ban települt vissza.
1837-ben Csáky Gábor rokonsága közül Kornis gróf, Cserey, Hatfaludy, Henter, Mezey, Geréb, Horváth, Székely, Gyujtó és Elekes nemes családok birtoka volt.
1890-ben 1729 lakosa volt, melyből 246 magyar, 4 német, 2 tót, 1424 oláh, 49 egyéb nyelvű, ebből 17 római katolikus, 1468 görögkatolikus, 99 unitáriánus, 2 izraelita. A házak száma 371 volt.
A falunak több patakja is van:Szent György pataka, Mihályné pataka, Egregy pataka. A Mihályné patakának vize vastartalmú, „negyedfél öl” magas „zuhanyát” fürdőnek használták a 20. század elején.
Határrészei közül érdekesebbek: Izbok (lüktető forrás), Cetate (vár), Pojána (erdei rét).
Pojánán a régi leírások szerint több felül szűk, de alul annál tágasabb "feneketlen tűzokádó üreg" maradványa van, amibe a "belőtt puskapor hosszan visszhangzott".
Az Izbok határrészen levő forrás soha nem fagyott be, partját örökzöld pázsit szegélyezte.

## Nevezetességek
- Görögkatolikus temploma – 1865-ben épült. A régi templomát 1865-ben iskolává alakították át.

## Források

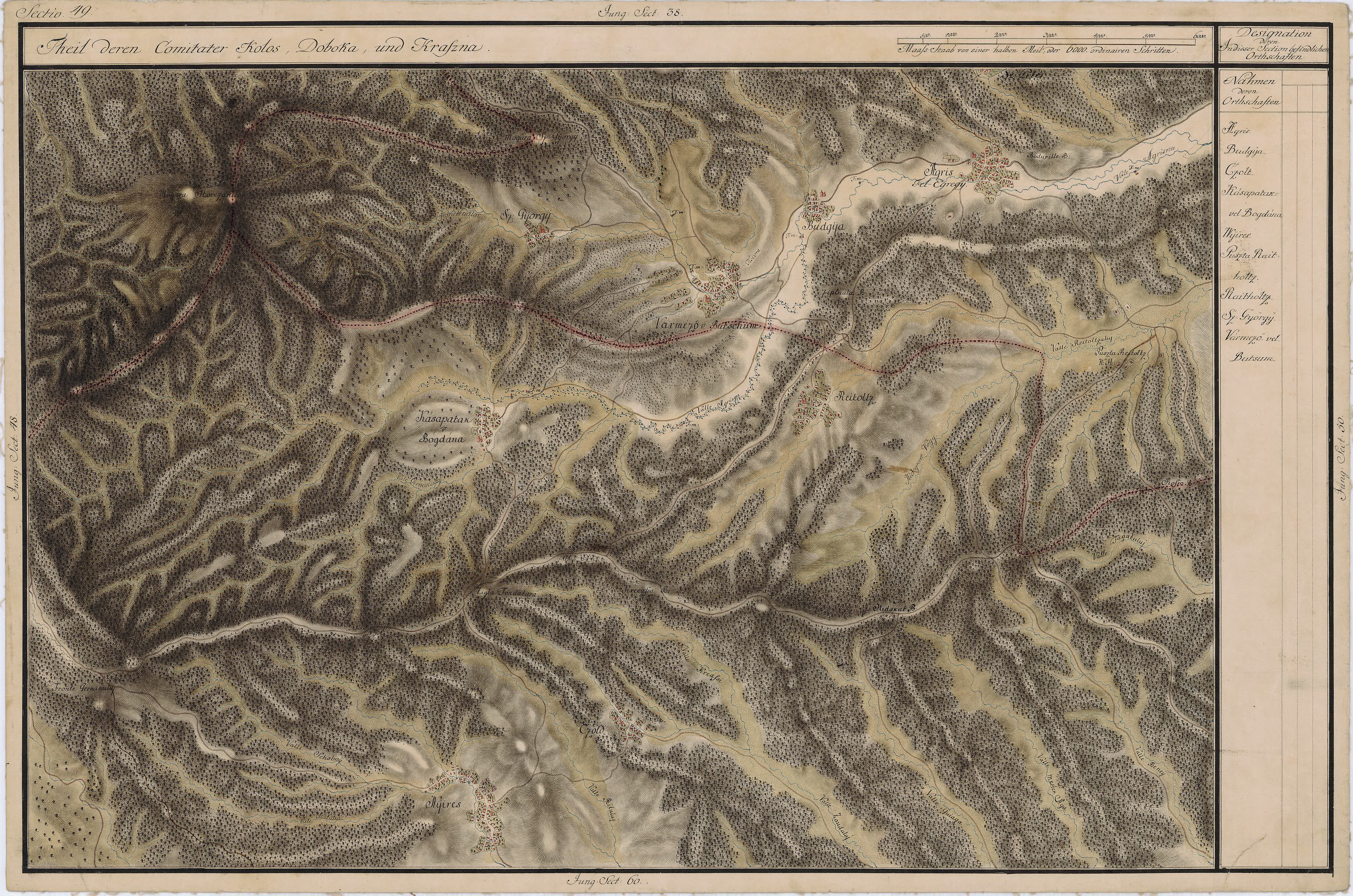
Vármező (Buciumi) egy régi, az 1700-as évekből való térképen